# Azuay
Azuay é uma província no sul do Equador localizada na região geográfica de Sierra, na cordilheira dos Andes. Sua capital é a cidade de Cuenca. 
Nesta província se encontra a represa Daniel Palacios, no rio Paute, que gera eletricidade para o país. Seu ponto mais alto é o Nudo del Cajas, a 4.500 metros de altura, transformado em um parque nacional.

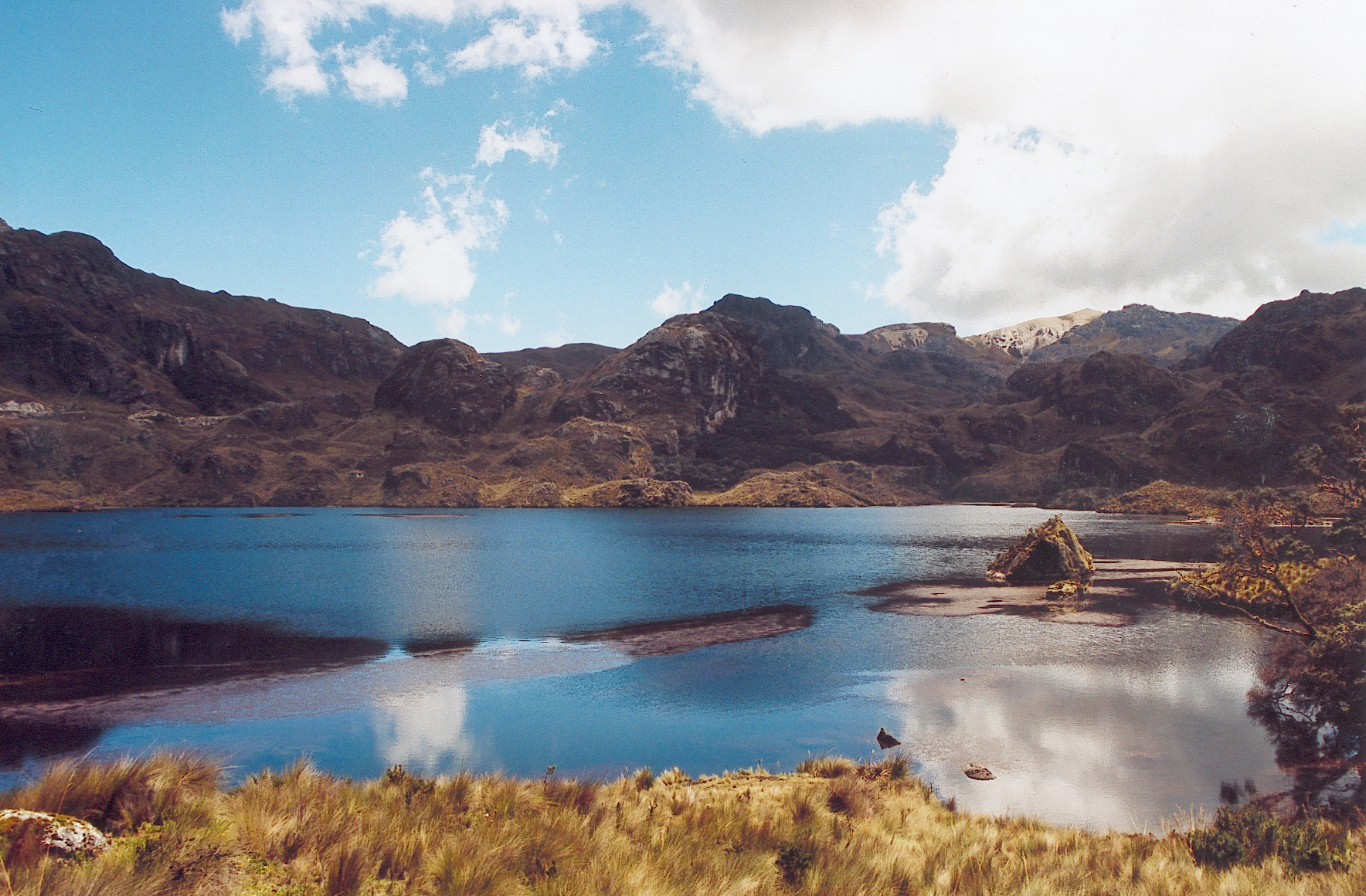
Parque Nacional Cajas

Azuay faz divisa ao norte com a província de Cañar, ao sul com as províncias de El Oro e Loja, a leste com as províncias de Morona-Santiago e Zamora-Chinchipe e a oeste com a província de Guayas.

## Cantões
A província se divide em 15 cantões (capitais entre parênteses):
- Chordeleg (Chordeleg)
- Cuenca (Cuenca)
- El Pan (El Pan)
- Girón (Girón)
- Guachapala (Guachapala)
- Gualaceo (Gualaceo)
- Nabón (Nabón)
- Oña (Oña)
- Paute (Paute)
- Ponce Enríquez (Ponce Enríquez)
- Pucará (Pucará)
- San Fernando (San Fernando)
- Santa Isabel (Santa Isabel)
- Sevilla de Oro (Sevilla de Oro)
- Sigsig (Sigsig)